# 辻斬
辻斬（つじぎり）は、武士などが街中などで通行人を刀で斬りつけること。

## 概要
辻斬という言葉自体は、中世（室町時代）から見られるが、特に戦国時代から江戸時代前期にかけて頻発した。江戸幕府が開かれる直前の1602年（慶長7年）、徳川家が辻斬を禁止し、犯人を厳罰に処することにした。『御定書百箇条』では、辻斬は、引回しの上死罪と規定された。
辻斬りをする理由としては、刀の切れ味を実証するため（試し斬り）や、単なる憂さ晴らし、金品目的、自分の武芸の腕を試すためなどがある。『八十翁疇昔物語』によれば、番町方の長坂血鑓九郎、須田久右衛門の屋敷と、牛込方の小栗半右衛門、間宮七郎兵衛、都築又右衛門などの屋敷とのあいだは、道幅100余間もあり、草の生い茂った淋しい原であったので、毎夜辻斬りがあったという。

## 事例
『時慶記』慶長10年（1605年）6月15日条は、千人斬りの犯人3人が捕らえられ、指をもぎとられたが、それからも辻斬の被害は止まない（他にも辻斬を行う者がいる）ことを伝えている。
晩年の徳川光圀に近侍した医師・井上玄桐は、光圀の「御直話」として『玄桐筆記』に以下の逸話を記録している。
光圀が屋敷への帰途、夜更けに浅草の堂で休憩したところ、友人が「縁の下に臥せっている非人を引きずり出して試し斬りをしよう」と言ったので、光圀は「どうして罪のない者を斬ることができようか」と断ったものの、友人が「臆したのか」と嘲った。武士として侮られては後に退けなくなった光圀は縁の下に入り、暗中を探ると4、5人の非人がおり、非人は「なんと非情なことなさる」と奥へ逃げたが、光圀は「私もそう思うが、無理を言うので仕方がない。前生の因果とあきらめてくれ」と言って1人を引き出してこれを斬った。光圀はそれ以来その友人との交友を絶ったという。
『甲子夜話』第1巻には、「神祖駿府御在城の内、江戸にて御旗本等の若者、頻りに辻切して人民の歎きに及ぶよし聞ゆ。（省略）所々辻切の風聞専ら聞え候、それを召捕候ほどの者なきは、武辺薄く成り行き候事と思召候。いづれも心掛辻切の者召捕へと御諚のよし申伝へしかば、其のまま辻切止みけるとぞ」とある。
内藤鳴雪は自身が子供の頃に辻斬が「実に頻繁に行われた」ことを伝えている（『鳴雪自叙伝』）。田舎出の侍が試し切りや経験を積む目的で夜中人通りの少ないところに待ち構えて人を斬ったという。鳴雪自身も死体を目撃することがあったといい、斬られた死体には菰を着せて引き取り人が引き取りに来るまでそこに置いたという。

## 公認された辻斬
古代ギリシアにおけるスパルタにはクリュプテイア（Krypteia）という制度があり、男は7歳から兵営に入り30歳になるまでの間、危険な隠密行動の訓練として、ヘイロタイと呼ばれる奴隷階級民を殺害することが命じられており、戦場での機敏さを養うため、盗みも奨励されていた。いわば、精鋭兵士を作るために辻斬行為を実践的訓練として支配者層が公認したことになる。

## その他
- 結翁十郎兵衛の三尺余りの刀である「念仏丸」は、辻斬の際、斬られた相手が走って逃げた際、石につまずき、南無阿弥陀仏と声を立てるや否や身体が二つになったため、名付けられた[10]。
- 1000人の人を斬る（千人斬り）と悪病も治ると言われることもあり、20世紀に入るとこれが転じて1000人の異性と性交することを「千人斬り」と呼ぶようになった。[要出典]